# Helmuth Mende
Gustav Otto Helmuth Mende (* 17. Juni 1884 in Bersenbrück; † 14. März 1932 in München) war ein deutscher Ministerialbeamter und Richter am Reichsgericht und Reichsfinanzhof.

## Leben
Nach dem Abitur am Friedrichs-Werderschen Gymnasium in Berlin studierte er Rechtswissenschaften in Berlin, München und Tübingen. Er war Mitglied der Studentenverbindung Saxonia Tübingen. 1906 wurde er promoviert. Von 1906 bis 1911 war er Referendar in Preußen. 1911 wurde er Gerichtsassessor. 1913 folgte die Ernennung zum Amtsrichter in Frankfurt am Main. Im Ersten Weltkrieg war er als Kriegsgerichtsrat beim Generalgouvernement in Belgien tätig. 1917 wurde er zum Landrichter befördert. 1919 kam er an das Reichsjustizministerium. Zunächst war er dort kommissarisch und ab 1921 als Ministerialrat tätig. 1927 kam er als Rat an das Reichsgericht. Er war u. a. im III. Zivilsenat des Reichsgerichts tätig. 1930 wechselte er an den Reichsfinanzhof.

## Schriften
- Das Notwegrecht nach der Regelung des Bürgerlichen Gesetzbuchs. Dissertation. Universität Leipzig 1906.
- Das Rennwett- und Lotterie-Gesetz vom 8. April 1922. Leipzig 1922.
- Deutsche Militärrechtspflege im besetzten feindlichen Gebiet unter besonderer Berücksichtigung Belgiens. In: Der Gerichtssaal. Jahrgang 86, 1919, S. 207 (online).
- Zum Fall Fryatt. In: Deutsche Juristen-Zeitung. Jahrgang 24, 1919, Sp. 419 (online).
- Die Nachprüfung des Verordnungsrechts der Reichsregierung durch die Gerichte. In: Leipziger Zeitschrift für deutsches Recht. Band 18. 1924, Sp. 705ff.
- mit Gerhard Anschütz: Empfiehlt es sich, die Zuständigkeit des Staatsgerichtshofs für andere als die in Art. 19 Abs. 1 RVerf bezeichneten Verfassungsstreitigkeiten auszudehnen? 34. DJT 1926, Band 2, S. 193ff.
- Die richterlichen und die ihnen gleichgestellten Beamten. In: Gerhard Anschütz, Richard Thoma (Hrsg.): Handbuch des deutschen Staatsrechts. Band II, S. 77ff.
- Staatsgerichtshof. In: Hans Carl Nipperdey (Hrsg.): Die Grundrechte und Grundpflichten der Reichsverfassung. Band 1, S. 124ff.